# Etolin Island
Etolin Island ist eine im Südosten von Alaska (Panhandle) gelegene Insel des Alexanderarchipels im Pazifischen Ozean.
Sie liegt zwischen der Prince-of-Wales-Insel im Westen und dem Festland Alaskas im Osten. Die Insel ist etwa 878 km² groß, 48 km lang und 35 km breit. Das Eiland erhielt seinen Namen von Adolf Etolin (1840–1845), dem Gouverneur von Russisch-Amerika.
Heute ist Etolin Teil des Tongass National Forest, der Süden der Insel ist als Wilderness Area gekennzeichnet. Auf der Insel gibt es eine Population von Elchen, die vom Festland nach Etolin gebracht wurden.